# Ei Group
Ei Group, anciennement Enterprise Inns, est une entreprise britannique, spécialisée dans la gestion de pubs. Elle fait partie de l'indice FTSE 250. Son siège est situé à Solihull, dans le comté anglais des Midlands de l'Ouest. 

## Historique
Créée en 1991 par Ted Tuppen, elle fournit contractuellement en bière plus de 300 pubs en gérance au Royaume-Uni, possédant entre autres, après une série de lourdes consolidations et restructurations dans le secteur pendant les années 1990-2000, l'ancienne chaîne Whitbread acquise en 2002.
En juillet 2019, Stonegate annonce l'acquisition de Ei Group, un groupe qui gère 765 pubs à ce moment-là, pour 1,27 milliard de livres. A ce moment-là, Ei Group emploie plus de 1 800 personnes.